# پاندیا
پاندیا (به یونانی: Πανδία) در اساطیر یونانی ایزدبانوی صغیر روشنایی، دختر ایزد آسمان‌ها زئوس و الهه ماه سلنه بود. او به عنوان تجسم شخصیت ماه کامل و به خصوص خورشید به شمار می‌رفت. او خواهری به نام ارسا (شبنم) یا نمیا داشت که بر طبق برخی از منابع خود شخصیت پاندیا بود. این مسئله واضح نیست که آیا این سه نام برای سه الهه مجزا هستند یا تنها برای یک ایزدبانو به کار برده می‌شوند. او حتی ممکن است با منای، یکی از پنجاه دختر اندومیون و سلنه مرتبط باشد.
پاندیا الهه‌ای دوست داشتنی بود و زیبای او در میان ایزدان زبانزد خاص و عام بود.